# Monte Novegno
Il Monte Novegno è una montagna delle Prealpi Vicentine alta 1.552 m.

## Caratteristiche

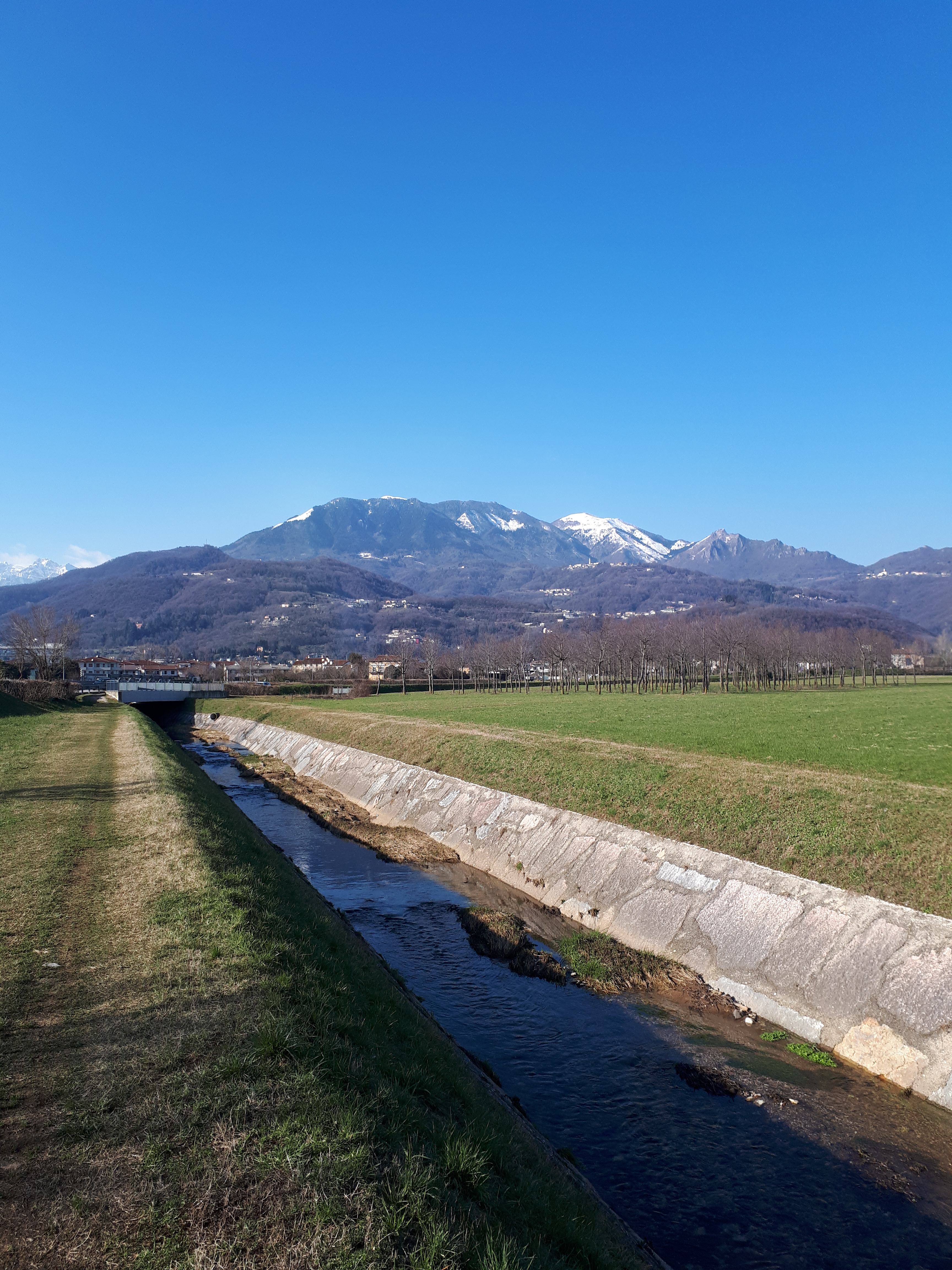
Il monte Novegno ripreso da Schio

Alle sue pendici sorge l'abitato di Schio e per la sua particolare posizione protesa verso la pianura vicentina dalla cima si gode di un orizzonte sconfinato: dai vicini profili del Sengio Alto, del Cornetto, del Carega e del Pasubio verso ovest; del Monte Summano ad est, che emerge solitario come un'isola e, inoltre, nelle giornate più limpide, si possono ammirare le lontanissime linee dell'Appennino tosco-emiliano e del mare Adriatico.
Il massiccio comprende anche il Monte Priaforà, col suo bell'arco naturale, Monte Rione, Monte Giove (recte: Ciove), Monte Brazome, Monte Rozzo Còvole (o Due Punte), Cima Alta, Monte Vaccaresse. Alla sommità è presente un piccolo altopiano, denominato Busa Novegno.
Anche questa montagna, come le altre vette delle Prealpi vicentine, è stata interessata da importanti eventi bellici durante la prima guerra mondiale. Infatti ha costituito uno degli ultimi baluardi all'avanzata delle truppe austriache durante la Strafexpedition del 1916.